# Hwang Song-su
Hwang Song-Su (黄誠秀, 10 tháng 7 năm 1987) là một cầu thủ bóng đá người Triều Tiên, thi đấu cho đội bóng Nhật Bản Oita Trinita và đại diện CHDCND Triều Tiên thi đấu quốc tế.

## Thống kê câu lạc bộ
Cập nhật đến ngày 23 tháng 2 năm 2017.
| Thành tích câu lạc bộ | Thành tích câu lạc bộ | Thành tích câu lạc bộ | Giải vô địch | Giải vô địch | Cúp                   | Cúp                   | Cúp Liên đoàn | Cúp Liên đoàn | Tổng cộng | Tổng cộng |
| Mùa giải              | Câu lạc bộ            | Giải vô địch          | Số trận      | Bàn thắng    | Số trận               | Bàn thắng             | Số trận       | Bàn thắng     | Số trận   | Bàn thắng |
| Nhật Bản              | Nhật Bản              | Nhật Bản              | Giải vô địch | Giải vô địch | Cúp Hoàng đế Nhật Bản | Cúp Hoàng đế Nhật Bản | J. League Cup | J. League Cup | Tổng cộng | Tổng cộng |
| --------------------- | --------------------- | --------------------- | ------------ | ------------ | --------------------- | --------------------- | ------------- | ------------- | --------- | --------- |
| 2010                  | Júbilo Iwata          | J1 League             | 0            | 0            | 0                     | 0                     | 0             | 0             | 0         | 0         |
| 2011                  | Júbilo Iwata          | J1 League             | 0            | 0            | 0                     | 0                     | 0             | 0             | 0         | 0         |
| 2012                  | Júbilo Iwata          | J1 League             | 0            | 0            | 1                     | 0                     | 1             | 0             | 2         | 0         |
| 2013                  | Thespakusatsu Gunma   | J2 League             | 31           | 1            | 0                     | 0                     | –             | –             | 31        | 1         |
| 2014                  | Thespakusatsu Gunma   | J2 League             | 35           | 0            | 2                     | 0                     | –             | –             | 37        | 0         |
| 2015                  | Thespakusatsu Gunma   | J2 League             | 32           | 0            | 1                     | 0                     | –             | –             | 33        | 0         |
| 2016                  | Oita Trinita          | J3 League             | 8            | 0            | 3                     | 0                     | –             | –             | 11        | 0         |
| 2017                  | Oita Trinita          | J2 League             | 5            | 0            | 2                     | 0                     | –             | –             | 7         | 0         |
| 2018                  | Oita Trinita          | J2 League             |              |              |                       |                       | –             | –             |           |           |
| Tổng                  | Tổng                  | Tổng                  | 111          | 1            | 9                     | 0                     | 1             | 0             | 122       | 1         |